# Iglesia del Sagrado Corazón de Jesús (Santiago de Chile)
La Iglesia del Sagrado Corazón de Jesús de la Alameda es un templo parroquial chileno de culto católico ubicado en la comuna de Santiago Centro, en el límite con Estación Central por la Avenida Libertador General Bernardo O'Higgins, más conocida como la Alameda. Se encuentra administrada por la Congregación de los Legionarios de Cristo y pertenece al «Decanato Blanco Encalada» de la Arquidiócesis de Santiago de Chile. 

## Historia
La historia de la iglesia se encuentra vinculada en sus inicios a la Congregación de la Misión de San Vicente de Paúl, quienes a fines del siglo XIX decidieron construir una escuela de noviciado junto a una pequeña capilla ubicada en las actuales dependencias de la parroquia, conocida como la Capilla de la Pía Sociedad Zambrano, en honor al gestor que permitió su creación, el Presbítero José Ignacio Zambrano. Dicha escuela funcionó allí hasta 1894, cuando fue trasladada a la comuna de Providencia, operando en su lugar una Escuela Normal y posteriormente el Colegio Instituto Zambrano. En aquel entonces, el barrio tenía reputación de barrio rojo, debido a la existencia de varios burdeles en sus alrededores, lo que provocó un cambio radical en la percepción del sector con la edificación del complejo religioso católico. Dada su proximidad con la Estación Central de Santiago, la iglesia era visitada por los viajeros devotos antes de subirse al tren o al llegar a la ciudad. 
El templo fue construido en estilo neoclásico, conservando elementos sobrios, simples y ausente de elementos decorativos ostentosos. La entrada consta de un pórtico con dos columnas en estilo dórico y por sobre él, una escultura del Sagrado Corazón de Jesús debajo de la única torre del campanario. El 30 de octubre de 1912, la capilla fue elevada a parroquia.
En 1977, el Cardenal Raúl Silva Henríquez fundó la Vicaría Social Obrera, convirtiendo a la parroquia en su casa-sede. Por esta razón, en la iglesia aún se celebran misas, encuentros y otros actos sociales rememorando tanto dicha institución como la memoria del cardenal.